# Anning (Dorfen)

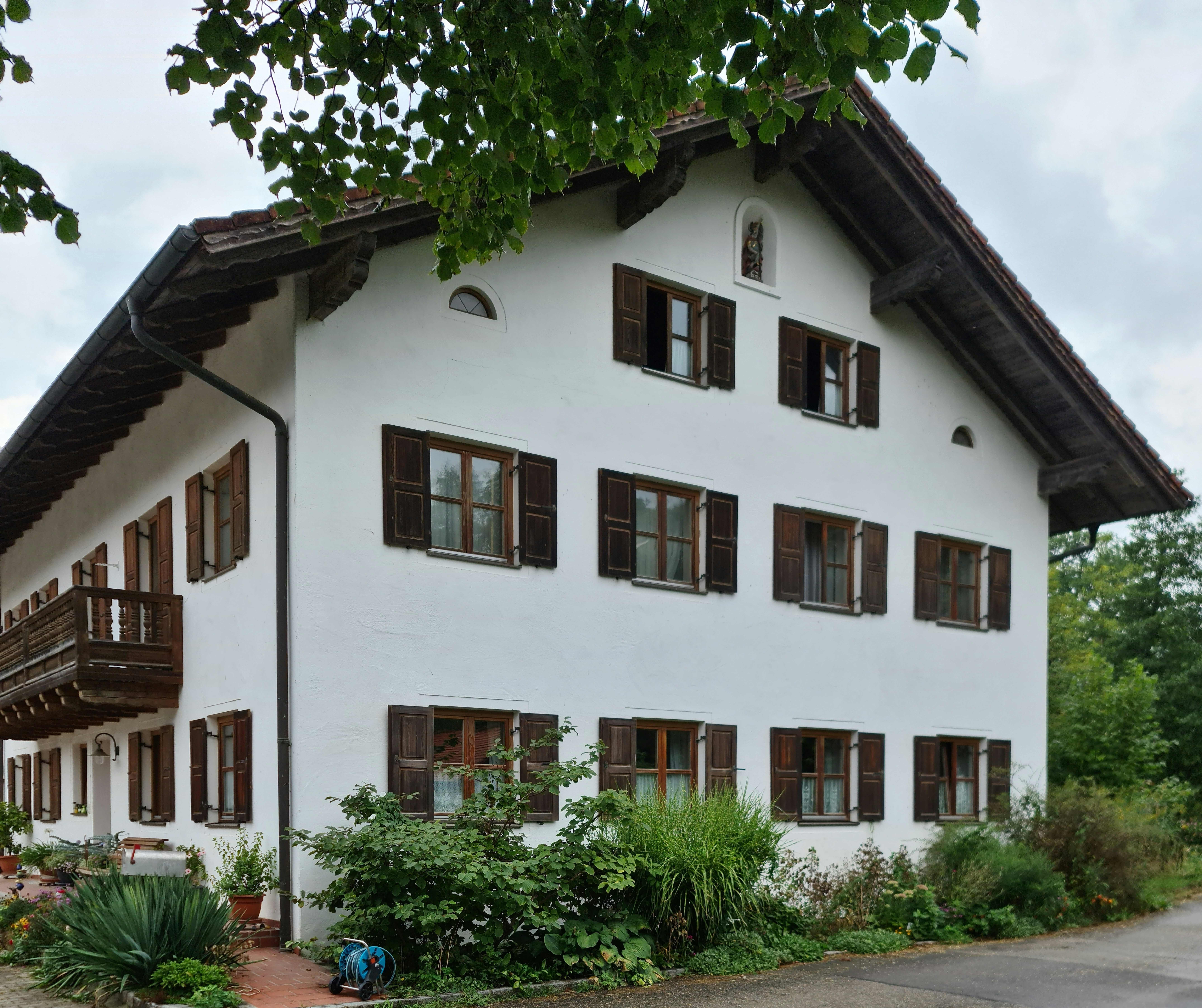
Anning 4, Wohngebäude

Anning ist ein Gemeindeteil der Stadt Dorfen im oberbayerischen Landkreis Erding.

## Lage
Der Weiler Anning liegt am Nordufer der Isen in der Luftlinie 3,8 Kilometer westlich des Bahnhofs von Dorfen.

## Bevölkerungsentwicklung
Es gab 1871 in Anning 33 Einwohner. Im Mai 1987 lebten dort 18 Einwohner in vier Wohngebäuden.
| Jahr      | 1871 | 1925 | 1950 | 1970 | 1987 |
| Einwohner | 33   | 34   | 37   | 28   | 18   |